# Alchemilla vallesiaca
Alchemilla vallesiaca é uma espécie de rosácea do gênero Alchemilla, pertencente à família Rosaceae.